# Ján Móry
Ján Móry, né le 10 juillet 1892 à Banská Bystrica, en Slovaquie (à l’époque Besztercebánya, dans le Royaume de Hongrie) et mort le 5 mai 1978 à Bratislava, est un compositeur et enseignant slovaque. Il était également connu sous le pseudonyme de H. Tschirmer.

## Biographie
Móry est né à Banská Bystrica. De 1902 à 1910, il a étudié au collège de Banská Bystrica. Dans les années 1910-1912, il a étudié à l'École de commerce de Budapest. Il a étudié le piano avec Scheinberger à Banská Bystrica, la composition avec Dobó à Budapest et de 1921 à 1925 avec Herman Büchel à Berlin. Jusqu'en 1921, il a dirigé l'entreprise familiale à Banská Bystrica, puis l'a vendue à ses frères et sœurs. Il a ensuite géré un hôtel à Štrbské Plesoque dont il était propriétaire. De 1947 à 1960, il a été directeur de l'école de musique en Spisska Nova Ves et finalement il s'est installé à Bratislava, où il meurt.
À Banská Bystrica, il avait fondé le club de sport BAC avec une équipe de football réputée. Ses archives sont déposées au musée de Banská Bystrica.

## Œuvres
Il est surtout connu pour ses mélodies, ses opérettes (Slnečná vdova, pré teba všetko) et d'autres œuvres pour la scène. Il est l'auteur également de nombreux ouvrages de chambre et pour l'orchestre.
Il s'est intéressé à la théorie musicale sous l'impulsion de Viliam figus-Bystry, qu'il a rencontré à Banská Bystrica et à Vysoké Tatry. Il est devenu une figure connue dans la vie musicale slovaque en tant que créateur de divertissement musical dans les années 1920 et 1930. Ses mélodies, opérettes, singspiels ont été joués en  Slovaquie, dans la République tchèque mais aussi en Allemagne. La plupart de ses opérettes mettent en scène des jeux de salon et des conversations où se déploient les mélodies typiques de Móry, ainsi que des duos, des danses et des ouvertures.